# Orthochirus varius
Espèce
Orthochirus varius est une espèce de scorpions de la famille des Buthidae.

## Distribution
Cette espèce est endémique de la province du Hormozgan en Iran. Elle se rencontre dans les monts Beshagerd.

## Description
Le mâle holotype mesure 22,3 mm et la femelle paratype 34,8 mm.

## Publication originale
- Kovařík, 2004 : « Revision and taxonomic position of genera Afghanorthochirus Lourenço & Vachon, Baloorthochirus Kovařík, Butheolus Simon, Nanobuthus Pocock, Orthochiroides Kovařík, Pakistanorthochirus Lourenço, and Asian Orthochirus Karsch, with descriptions of twelve new species (Scorpiones, Buthidae). » Euscorpius, no 16, p. 1-32 (texte intégral).